# صغرا آزرمی
صغرا آزرمی (۱۲۹۳، اسدآباد، همدان – ۱۳۵۲ ) نخستین زن آسیب‌شناس و نخستین مسئول پایگاه زیست‌شناسی سلولی در ایران بود.

## زندگی‌نامه
صغرا آزرمی در سال ۱۲۹۳ در اسداباد از شهرستانهای همدان به دنیا آمد. او در دوره‌ای که سوادآموزی دختران دشوار بود با حمایت پدرش به مدرسه رفت و بعد از پایان دوره ابتدایی مدتی در همان مدرسه به تدریس پرداخت. در همین هنگام نزد خواهرش که محصل مدرسه دخترانه آمریکایی بود انگلیسی می‌آموخت. هنگامی که مسئولان مدرسه آمریکایی از این امر آگاه شدند او را برای تدریس و تحصیل همزمان در مدرسه خود دعوت کردند.
او پس از پایان دوره متوسطه به همدان بازگشت و مدرسه‌ای به نام اکباتان تأسیس کرد و پنج سال به تدریس در آن پرداخت. سپس برای ادامه تحصیل در رشته پزشکی از دانشگاه فیلادلفیا بورس تحصیلی گرفت اما چون موفق به دریافت گذرنامه نشد به دانشگاه تهران رفت و پزشکی خواند. سپس به آمریکا رفت و در بیمارستان زنان شیکاگو، ایلینوی به کار پرداخت و بعد از دو سال در آسیب‌شناسی تخصص گرفت. در بازگشت به ایران به استخدام یکی از سازمان‌های پزشکی وابسته به دانشگاه تهران درآمد و به ریاست درمانگاه آن بخش رسید.
صغرا آزرمی در سال ۱۳۴۴ با دعوت دولت استرالیا به ملبورن رفت و در بخش آسیب‌شناسی دانشگاه ملبورن به پژوهش پرداخت، سپس در دانشگاه جانز هاپکینز در بالتیمور به مطالعه سلول‌شناسی پرداخت. او هنگامی که به ایران بازگشت در جمعیت ملی مبارزه با سرطان به کار و مطالعه مشغول شد و جان بیماران سرطانی بسیاری را از مرگ نجات داد.
وی كه از نخستين زنان پزشک و نخستين زن متخصص سرطان در ايران است در بهمن ماه ۱۳۵۲ خود به اين بیماری در گذشت.